# АМЦ 35
АМЦ 35 (фр. Automitrailleuse de Combat Renault modèle 1935) или Рено АЦГ-1 били су француски коњички лаки тенкови из Другог светског рата.

## Историја
Француски план наоружања из 1931. предвиђао је 3 врсте возила за коњицу:
- Automitrailleuse de Découverte (АМД) морало је бити брзо возило великог домета за даља извиђања, у пракси оклопни аутомобил.
- Automitrailleuse de Reconnaissance (АМР) требало је да буде лако возило са два члана посаде за блиско извиђање.
- Automitrailleuse de Combat (АМЦ) било је борбено возило коњице, у пракси тенк.

Први АМЦ био је оклопни аутомобил (полугусеничар) П-16/М1929, иако у пракси није био ни боље оклопљен ни боље наоружан од других оклопних аутомобила (АМД) тог времена. Зато је Рено почео да развија лаке тенкове за коњицу: АМЦ 34 и АМЦ 35.

### АМЦ 34
АМЦ 34 или Рено YR био је мало возило: тежак 10 тона, са оклопом од 20 mm и брзином од 40 km/h. Произведено је само 12 комада, који су продати Белгији, пошто је током производње возило унапређено у АМЦ 35.

### АМЦ 35
АМЦ 35 или Рено АЦГ-1 имао је јачи мотор, дуже гусенице и дебљи оклоп, једнак оклопу немачког Панцер III. Војска није била задовољна возилом због сувише малог радијуса дејства за коњицу (160 km), што је довело до развоја новог тенка Сомуа С35.